# Бастер
Бастер (на английски: Basseterre) е столицата и най-големият град на Сейнт Китс и Невис. В превод от френски името означава „ниска земя“.
Има население от около 16 000 души и е един от най-старите градове в Западните Кариби.